# David Roux
Pour les articles homonymes, voir Roux.
David Roux, né en 1977, est un cinéaste, réalisateur et scénariste français qui s’est fait connaître du grand public avec la sortie de son film L'Ordre des médecins  en janvier 2019.

## Biographie
David Roux est né à Paris dans une famille de médecins : ses parents étaient chefs de service à l’hôpital et son frère est pneumologue dans un service de soins intensifs.
Il a d’abord été journaliste de théâtre pendant quinze ans, pour un magazine gratuit, Rappels, qu’il avait lancé avec un ami, en même temps qu’il travaillait dans une société de développement cinématographique (Initiative Film). Il lisait des romans pour juger de leur adaptation possible au cinéma : il a notamment travaillé sur Teen spirit de Virginie Despentes  qui est devenu le film d'Olivier de Plas Tel père, telle fille.
Il a été aussi assistant réalisateur sur des courts-métrages avant d’en réaliser lui-même comme Leur jeunesse en 2012 ou Répétitions en 2014. 
À la suite de la mort de sa mère en 2012, il a commencé à écrire sur le monde hospitalier qu’il connaît bien en s’appuyant sur la figure de son frère. L'Ordre des médecins, son premier long-métrage, est sorti en janvier 2019 et a rencontré un succès critique et de fréquentation.

## Filmographie

### Comme réalisateur

#### Courts métrages
- 2012 : Leur jeunesse (court métrage)
- 2014 : Répétitions (court métrage)

#### Longs métrages
- 2019 : L'Ordre des médecins

### Assistant réalisateur
- 2000 : Adieu Babylone de Raphaël Frydman

## Nominations et sélections
- Festival de Locarno 2018
- Arras Film Festival 2018